# Yung Miami
Caresha Romeka Brownlee (née le 11 février 1994) à Miami en Floride, mieux connue sous son nom de scène Yung Miami, est une rappeuse américaine.

## Biographie

### Jeunesse
Yung Miami a été principalement élevée par les membres de sa famille car ses parents faisaient régulièrement des séjours en prison. Sa mère a terminé sa dernière peine et est sorti de prison en mars 2021. Yung Miami grandi à Opa-locka en Floride.
Avant de rapper, Yung Miami était une influenceuse Instagram qui faisait la promotion de sa propre ligne de vêtements. 
Yung Miami a déclaré qu'elle aimait la musique trap depuis son plus jeune âge et a déclaré au magazine Rolling Stone : « Mon petit ami m'emmenait à l'école tous les jours, alors j'ai grandi en écoutant beaucoup de trap ».

### Carrière
En 2017, elle forme le duo City Girl avec la rappeuse JT.
Le 29 octobre 2021, Yung Miami a sorti son premier single solo, Rap Freaks ainsi que le clip, une chanson explicite où on la voit faire référence à divers rappeurs, dont Megan Thee Stallion, Diddy et Meek Mill. Miami a expliqué : « La chanson est une dédicace à tous les rappeurs actuels, ce n'est rien de personnel. J'ai nommé un groupe de gars qui sont au top, c'est chaud, c'est poppin. Rien n'est personnel, rien n'est littéral. Je m'amuse juste ». La chanson a fait ses débuts et a culminé à la 81e place dans le classement Billboard Hot 100, devenant la première entrée de Miami en tant qu'artiste solo.

### Vie privée
Le 6 août 2019, Yung Miami a été victime d'une fusillade alors qu'elle était au volant après avoir quitté les studios Circle House à Miami. Un tireur inconnu à l'intérieur d'une voiture avec les phares éteints a tiré dans son véhicule, atteignant sa Mercedes-Benz Classe G rouge dans le pneu de secours. Elle n'a pas été blessée.

#### Vie sentimentale
Yung Miami est la mère d'un fils né en 2013 et d'une fille née en 2019. Le père de son fils a été tué par balle en 2020,.
Le père de sa fille est le producteur de disques Southside. 
Elle a été en couple avec le rappeur Sean Combs de 2021 à 2024.

## Affaires judiciaires

### Affaire Sean Combs
En février 2024, Rodney Jones Jr., porte plainte contre Sean Combs et dans la plainte Yung Miami a été accusé d'avoir transporté de la « cocaïne rose », une combinaison d'ecstasy et de cocaïne, dans un jet privé pour l'amener à Sean Combs en avril 2023. Lil Rod a également allégué que Yung Miami avait accepté des paiements en tant que prostituée pour Sean Combs.
En septembre 2024, une autre action en justice déposée par une Jane Doe contre Sean Combs alléguait qu'il l'avait droguée, violée et mise enceinte et que Yung Miami l'avait harcelée en lui passant des appels répétés, exigeant qu'elle se fasse avorter.

## Discographie

### Singles
- 2021 : Strub tha Ground feat. Quavo
- 2021 : Rap Freaks
- 2024 : 50/50
- 2024 : CFWM feat. Skilla Baby (en)

### Collaborations
- 2022 : Gotta Move On (Queens Remix) de Sean Combs et Bryson Tiller feat. Yung Miami et Ashanti
- 2022 : First Impression de Gucci Mane feat. Yung Miami et Quavo
- 2023 : Don't Play with It (Remix) de Lola Brooke (en) feat. Yung Miami et Latto
- 2024 : Dade County Dreaming de Camila Cabello feat. Yung Miami et JT